# Araneus taperae
Araneus taperae este o specie de păianjeni din genul Araneus, familia Araneidae. A fost descrisă pentru prima dată de Mello-leitão, 1937. Conform Catalogue of Life specia Araneus taperae nu are subspecii cunoscute.